# Transgas Power
Transgas Power – плавуча установка з регазифікації та зберігання (Floating storage and regasification unit, FSRU) зрідженого природного газу (ЗПГ), споруджена для грецької компанії Dynagas.

## Загальна інформація
Судно спорудили в 2021 році на китайській верфі Hudong-Zhonghua Shipbuilding в Шанхаї.
Розміщена на борту Transgas Power регазифікаційна установка має три лінії загальною продуктивністю 21,2 млн м3 на добу. Втім, за усталеною практикою зазвичай одна з ліній знаходиться у резерві, тому номінальна регазифікаційна потужність судна визначена на рівні 14,1 млн м3 на добу. Зберігання ЗПГ відбувається у резервуарах загальним об’ємом 174000 м3. 
За необхідності, судно може використовуватись як звичайний ЗПГ-танкер та пересуватись до місця призначення зі швидкістю 19,5 вузла.

## Служба судна
Після спорудження судно розпочало роботу як газовоз. В 2022 році Dynagas уклала контракт з німецьким урядом про надання у фрахт двох плавучих установок зі зберігання та регазифікації, однією з яких має бути Transgas Power. Можливим завданням цього судна може бути робота на другому плавучому терміналі у Лубміні (для першого компанія Deutsche Ostsee найняла установку Neptune).